# Dempo SC
Dempo Sports Club är en sportklubb baserad i Panjim, Goa. Deras fotbollsklubb är en av Indiens största fotbollslag. Klubben ägs och sponsras av Dempo. Klubben vann säsongen 2004/2005 National Football League. De vann ligan igen under säsongen 2006/2007 och följde vinten med en ligaseger i I-League 2007/2008. Klubbens tränare heter Armando Colaco.